# Svea flygkår
Svea flygkår (F 8) eller F 8 Barkarby var en flygkår inom svenska flygvapnet som verkade i olika former åren 1963–1974. Förbandsledningen var förlagd i Stockholms garnison vid Barkarby flygplats.

## Historik
Svea flygkår bildades officiellt den 1 juli 1963 och var en konsekvens av att Svea flygflottilj avvecklades. Inför försvarsbeslutet 1958 föreslog regeringen för riksdagen att två flygflottiljer skulle avvecklas, Svea flygflottilj (F 8) och Hallands flygflottilj (F 14). Bakgrunden var att skapa ett ekonomiskt utrymme för modernisering av de kvarvarande delarna av flygvapnet, bland annat genom införandet av flygplanen Saab 32 Lansen och Saab 35 Draken. Det innebar en satsning på kvalitet framför kvantitet, något som hela försvaret genomgick vid denna tidpunkt. Att Svea flygflottilj föreslogs att avvecklas hade sin bakgrund i bland annat förslaget, från samma tidsperiod, gällande regionplan för Stockholmstrakten, hade ur allmänna stadsbyggnadssynpunkter framfört starka önskemål om att Järvafältet eller delar av detta frigöres från militär verksamhet. Vidare ansågs att flygverksamheten med dess buller utgjorde ett hinder för utbyggnad av redan existerande samhällsbildningar runt omkring Barkarby. Även den civila luftfarten påverkades negativt genom vissa interferensproblem mellan Bromma och Barkarby. Regeringen föreslog att flygflottiljen skulle avvecklas och upplösas i samband med att flygflottiljens flygplan skulle utgå, det vill säga omkring 1963. Med avvecklingen skulle en större del av etablissementet i Barkarby komma att frigöras. Vilket flygvapenchefen ansåg sig behöva mer tid för att utreda om lediga lokaler skulle utnyttjas. Flygvapenchefens utredning skulle utgöra underlag för en proposition till 1959 års riksdag. I december 1958 antog riksdagen propositionen, vilken gällande Svea flygflottilj bara beslutade att flygflottiljen skulle avvecklas som tidigast runt 1963, samt att Barkarbybasen skulle kvarstå som krigsflygfält.
Inför 1959 års riksdag lade regeringen fram sin proposition för riksdagen gällande förändringar i flygvapnets organisation. Flygvapenchefen hade föreslagit att kvarvarande verksamhet i Barkarby skulle omorganiseras till flygkårer, det vill säga ett markförband. Flygkåren skulle enligt flygvapenchefens förslag bestå av att två skolor skulle tillföras, Flygvapnets trupputbildningsskola (FTUS) vid Flygvapnets centrala skolor från Västerås, Förberedande fältflygarskolan (FÖFS) vid Roslagens flygkår (F 2) på Hägernäs flygbas. Vidare skulle flygkåren även bestå av flygledningens flygavdelning, 6. transportgruppen, flygräddningsgruppen (FRÄD), varvid FRÄD skulle uppgå i transportgruppen, samt en musikkår. Regeringen ansåg dock att det inte kunde komma ifråga att flytta verksamhet inom eller till Stockholmsområdet. Istället skulle möjligheterna hållas öppna för att lokalisera ett luftförsvarsrobotförband, även som viss annan verksamhet till Barkarby. Därav kom inga befintliga förband eller skolor omlokaliserades till Barkarby. Regeringens förslag på luftvärnsrobotförband kom senare år 1962, då riksdagen antog en proposition från riksdagen.
Den 14 november 1960 redovisade dåvarande chefen för Flygvapnet Torsten Rapp två alternativ. Alternativ A, innebar att flygkåren skulle utnyttjas för transport- och räddningsflygning, samt flygledningens flygavdelning. Alternativ B, innebar att flygledningens flygavdelning överfördes till Södertörns flygflottilj (F 18), och transport- och räddningsflyget skulle ombaseras till Arlanda eller Bromma. Chefen för Flygvapnet föredrog själv alternativ A, då det var organisatoriskt och ekonomiskt ogynnsamt i jämförelse med alternativ B.
I samma försvarsbeslut som innebar slutet för F 8 som flottilj, beslutades om att köpa in det brittiska luftvärnssystemet Bristol Bloodhound. Vilket utprovades under åren 1959–1961. År 1963 påbörjades leveranserna av systemet, den 12 maj 1965 förevisades ett RB 68-förband på F 8, som även blev ett av de förband som skulle utbilda och sätta upp krigsförband med det nya luftvärnssystemet. Svea flygkår som bildades den 1 juli 1963 kom att sätta upp två av flygvapnets sex robotdivisioner, en operativ robotdivision och en skolrobotdivision.
I slutet av 1960-talet hade kåren som en gång i tiden varit centrum för jaktflyget, nu blivit centrum för ett luftvärnsrobotsystem. Dock så var det två utredningar som gick emot kåren. Dels Luftförsvarsutredningen 1967, där kommittén bakom utredning ansåg att luftförsvarsrobotar utgjorde en dyr, inflexibel och störbar lösning för luftförsvaret. Med det kom robotsystemet att avvecklas under perioden 1974-1978. Den andra utredning skulle utreda lämpliga strukturförändringar i krigsmaktens fredsorganisation. Inför försvarsbeslutet hade man aktivt valt att utelämna förändringar i grundorganisationen, detta då Försvarets fredsorganisationsutredning (FFU) tillsattes i februari 1967. bland annat gjordes en översyn över Flygvapnets skolorganisation.
När utredningen var färdig och överlämnad till regering och riksdag, kom beskedet att Roslagens flygkår (F 2) i Hägernäs, Svea flygkår (F 8) i Barkarby och Hallands flygkår (F 14) skulle avvecklas. Dessa tre flygkårer, vilka samtliga utbildade markförband till Flygvapnet, skulle ersättas med två nya skolförband. Flygvapnets Södertörnsskolor i Tullinge, för utbildning i huvudsakligen i stridslednings- och luftbevakningstjänst. Och Flygvapnets Halmstadsskolor för utbildning i huvudsakligen i bastjänst. Den 1 juli 1973 hade hälften av kårens förband avvecklats. Kvar vid kåren fanns robotskoldivisionen, helikoptergruppen och ett reducerat baskompani. Den verksamhet som fanns i Barkarby skulle överföras till andra förband och flottiljer. Sektorsansvaret för sektor O5 tillsammans med en strilbataljon överfördes den 1 juli 1973 till Västmanlands flygflottilj (F 1). Flygvapnets bastjänstskola (FBS) överfördes till Flygvapnets Halmstadsskolor (F 14). Stabens flygavdelning överfördes till Flygvapnets Södertörnsskolor. Svea flygkår avvecklades sedan officiellt den 30 juni 1974. Från den 1 juli 1974 övertogs förvaltningsansvaret av Västmanlands flygflottilj över Barkarby flygplats.

### Viktigare årtal
- 1963: Den 1 juli organiseras Svea flygkår.
- 1965: Den 12 maj 1965 förevisades ett RB 68-förband i Barkarby.
- 1967: Den 1 april införs dygnet runt beredskap vid flygräddningsgruppen.
- 1973: Den 30 juni avvecklas en robotdivision, transportdivisionen ombaseras till Östgöta flygflottilj (F 3).
- 1974: Sektorsansvaret för sektor O5 överfördes till Västmanlands flygflottilj (F 1).
- 1974: Flygvapnets bastjänstskola (FBS) överfördes till Flygvapnets Halmstadsskolor (F 14).
- 1974: Stabens flygavdelning överfördes till Flygvapnets Södertörnsskolor (F 18).
- 1974: Den 30 juni avvecklades flygkåren.

## Ingående enheter
| Beteckning | Namn                         | Aktiv     | Kommentar               |
| ---------- | ---------------------------- | --------- | ----------------------- |
| 1. lvrbdiv | 1. luftvärnsrobotdivisionen  | 1963–1974 | Skoldivisionen          |
| 2. lvrbdiv | 2. luftvärnsrobotdivisionen  | 1963–1973 |                         |
| O5         | Sektor O5                    | 1965–1974 |                         |
| FBTS       | Flygvapnets bastjänstskola   | 1966–1972 | Överförs 1972 till F 14 |
| FRÄD       | Flygräddningsgruppen         | 1963–1977 |                         |
|            | Flygledningens flygavdelning | 1963–1974 |                         |
|            | Flygtransportdivisionen      | 1963–1973 |                         |

### Robotdivisionerna
I samband med att flottiljen omorganiserades till en flygkår, fredsgrupperades två luftvärnsrobotdivisioner i Barkarby från den 1 juli 1963. De två divisionerna ingick i luftvärnsrobotavdelning vid kåren. En av divisionerna var en skoldivision, vilken hade det tekniska och operativa ansvaret för grundutbildning av anställd teknisk personal och värnpliktiga. Grundutbildning till robotsystemets radarenhet gjorde vid Flygvapnets radarskola på Roslagens flygkår (F 2). Under början av 1970-talet togs dock beslut om an avveckling av systemet, och därmed även divisionerna. Vid den punkten som divisionerna avvecklades, hade vapensystemet nått full operativ styrka och användbarhet. Robotdivisionerna avvecklades successivt, först avvecklades den operativa divisionen den 30 juni 1973. Skoldivisionen fortsatte grundutbildning, men trappades ner allt eftersom och avvecklades helt 1974.

### Sektorsansvar
Genom att de fyra flygbasområdena avvecklades 1957, däribland Östra flygbasområdet och ersattes av elva luftförsvarssektorer, tilldelades i regel de flesta jaktflottiljer ett sektoransvar och tillika sektorflottilj. Detta innebar att flottiljchefen svarade för en luftförsvarssektor. I Stockholms- och Uppsalaregionen bildades 1957 två sektorer, sektor O2 och O3. Sektor O2 tilldelades Södertörns flygflottilj (F 18) och sektor O3 tilldelades Upplands flygflottilj (F 16). År 1965 sammanslogs dessa två sektorer till sektor O5. Vilken tilldelades Svea flygkår (F 8). Sektorn O5 omfattade Stockholms, Södermanlands, Västmanlands och Uppsala län. Sektorn leddes ifrån luftförsvarscentralen LFC Puman i Bålsta, vilken fick sin radarinformationen från radargruppcentral Rrgc Geten och Rrgc Björnen samt den transportabla  Rrgc/t Pantern.
År 1971 reducerades antalet luftförsvarssektor, vilket innebar att sektor W5 uppgick i sektor O5. Sektor W5 hade letts av Västmanlands flygflottilj (F 1) med LFC Måsen i Örebro. Sektor O5 kom nu även omfatta Värmlands och Örebro län. Genom riksdagens beslut att avveckla F 8, beslutade samtidigt att sektoransvaret från och med 1974 skulle överföras till  F 1 i Västerås. År 1981 bildades Sektor Mitt, vilken var en sammanslagning av luftförsvarssektorerna i mellansverige, det vill säga sektor O1 och O5. Sektoransvaret för Sektor Mitt tilldelades Upplands flygflottilj (F 16), med ledningsplats i Bålsta. År 2000 avvecklades samtliga luftförsvarssektor, då benämnda flygkommandon. Sedan den 1 januari 2009 ansvarar Luftstridsskolan (LSS) för all luftbevakning via radar och sensorer.

### Flygvapnets bastjänstskola
Flygvapnets bastjänstskola (FBTS) bildades 1966 vid Svea flygkår. I samband med att kåren skulle avvecklas överfördes Flygvapnets bastjänstskola1972 till Halmstad. Där den sammanslogs med Flygvapnets markstridsskola (FMS) och bildade den nya skolan Bastjänst- och markstridsskolan (BMS).

### Flygvapnets flygräddningsgrupp
Flygvapnets flygräddningsgrupp (FRÄD) tillkom till flottiljen den 3 november 1958, då den överfördes från Roslagens flygkår (F 2). Flygräddningsgruppens första helikopter var Helikopter 2, vilken tillfördes 1959. År 1962 tillfördes Helikopter 1 till flygräddningsgruppen, vilka blev första användare av systemet i Sverige. Samma år tillkom även Helikopter 3. Vid avveckling av Svea flygflottilj kvarstod Flygvapnets flygräddningsgrupp i Barkarby, och kom att ingå i Svea flygkår. År 1963 tillkom Helikopter 4. Från 1964 opererade flygräddningsgruppen enbart Helikopter 3 och Helikopter 4. År 1966 skedde en omfördelning av helikoptrarna inom Flygvapnet. Då de tunga helikoptrar inom Flygvapnet fördelades till flottiljerna F 8, F 15, F 17 och F 21, där F 8 tillfördes tre helikoptrar.
I samband med att Svea flottilj avvecklades, överfördes flygräddningsgruppen till Svea flygkår. Dock så kom den 1967 att administrativt att tillföras till Blekinge flygflottilj (F 17), men kvarstod i Barkarby.
Från den 1 april 1967 infördes dygnet runt beredskap vid flygräddningsgruppen. Bakgrunden var att man ansåg att helikoptrarna var ett viktigt komplement i sjöräddning. Och från att endast haft helikopterbesättningarna i beredskap under flygövningar, så övergick kåren till att hålla en helikopter i ständig beredskap, vilken utgick från Gotland. På Barkarby hade man normalt ingen beredskap, utan därifrån skötes underhåll, utbildning och transporter.
Flygräddningsgruppen kom att kvarstå på Barkarby efter avvecklingen av Svea flygkår fram till den 12 januari 1977, då flygräddningsgruppen överfördes till Berga, för att ingå i Helikopterförsöksförbandet. Helikopterförsöksförbandet avvecklades 1982, och flygräddningsgruppen kom då att överföras till Blekinge flygflottilj (F 17), där den bildade flottiljens 173. helikopterdivisionen.

### Stabens flygavdelning
Stabens flygavdelning (SFA) bildades 1926 som en självständigt förband. I samband med att Svea flygflottilj bildades, uppgick förbandet under namnet Flygledningens flygavdelning i flottiljen, och bildade där 4. divisionen. Flygavdelning kallades även fjärde divisionen, men använde inte den gängse färgkoden, grön, för en flottiljs fjärde division. I stället målades flygplanens spinner, och i förekommande fall bokstavskod, i vitt. Kuriöst undantag är dock de Mustanger, J 26, som tillhörde flygstabens avdelning en kort tid i början på 1950-talet. Dessa fick alla gröna bokstavskoder. Dessutom, helt emot märkningsbestämmelserna, målades även flottiljsiffran med samma färg. Då de flesta piloter, som flög på stabens flygavdelning, var äldre officerare och de enda som använde gräsbanan som då fanns framför hangaren, blev detta stråk ofta kallat "Gubbängen" av flottiljens övriga piloter. När flygflottiljen reducerades till en flygkår, överfördes flygavdelning till flygkåren.
När flottiljen avvecklades och flygkåren bildades, kvarstannade Flygledningens flygavdelning på Barkarby, och som en del av Svea flygkår. I samband med att Svea flygkår avvecklades, överfördes flygavdelning 1974 till Flygvapnets Södertörnsskolor i Tullinge, och bildade där Sambandsflygenheten. Från början använde enheten Sk 50 och Sk 60 som transportplan, dessa båda plan hade begränsningen att de saknade civila navigerings och landningshjälpmedel. Detta innebar att man var hänvisad till att flyga endast då den militära flygledningen tjänstgjorde, vilket endast vardagar. Två Sk 60 byggdes om med civila navigeringssystem och fick beteckningen Sk 60D. Senare tillfördes också en Tp 87, vilket gav betydligt större transportkapacitet. Efter affären med den grundstötta U 137 så fick sambandsflyget ett uppsving. Senare så införskaffades en Tp 88 som kom att användas för VIP-flygningar, även om den köptes för förflytta klargörningsstyrkor för incidentberedskapen. År 1985 flyttade sambandsflyget till Bromma flygplats, detta då Bromma erbjöd start och landning utanför den ordinarie arbetstiden. Samma år, den 1 juni 1985, överfördes Sambandsflygenheten till Upplands flygflottilj (F 16) i Uppsala, men bibehöll viss verksamhet på Bromma. Vid F 16 ingick enheten i flygunderhållsenheten, och fick den 1 juni 1990 det nya namnet Transportflygenheten. Inför att F 16 skulle avvecklas 2003, överfördes enheten organisatoriskt (då benämnd Specialflygenheten) den 31 december 2002 till Blekinge flygflottilj (F 17).  Den 1 oktober 2007 överfördes Specialflygenheten till Skaraborgs flygflottilj (F 7) i Såtenäs, där den tillsammans med Transportflygdivisionen bildade Transport- och specialflygenheten (7. TSFE), vilken finns baserad på Bromma flygplats, Ronnebys flygplats, Malmens flygplats, Luleås flygplats och Uppsala flygplats.

### Flygtransportdivisionen
Flygtransportdivisionen har sin rötter i den planerade Flygtransportflottiljen (F 30), vilken bildades genom en flygvapenorder den 1 maj 1948. Flottiljen skulle bestå av en stab och tre divisioner, vilka skulle sättas upp av Svea flygflottilj (F 8). Till Flygtransportflottiljen sattes det även upp en fältverkstad (V 30), vilken verkade fram till den 1 oktober 1950. Flygtransportflottiljen kom i praktiken aldrig att sättas upp, då flottiljen utgick redan den 1 augusti 1948 och istället reducerades till en flygtransportdivision. I realiteten verkade divisionen i fredsorganisationen som en flygtransportgrupp, 6. transportgruppen. Vilken ingick i 4. divisionen vid Svea flygflottilj. Divisionen utförde bland annat signalspaning åt Flygvapnet och Försvarets radioanstalt (FRA). Vid avveckling av Svea flygflottilj kvarstod Flygtransportdivisionen i Barkarby och kom att ingå i Svea flygkår. Inför att flygkåren skulle avvecklas 1974, beslutades det att divisionen skulle överföras och ombaseras till Östgöta flygflottilj.

## Heraldik och traditioner
Svea flygkår övertog flottiljens traditioner samt emblem. Emblemet består av "I ett blått fält ett krönt S:t Erikshuvud av guld". Efter att kåren avvecklades överfördes fanan och traditionerna till Västmanlands flygflottilj (F 1). När F 1 avvecklades år 1983, överfördes traditionerna till Upplands flygflottilj. Sedan början av 2000-talet förs förbandets traditioner vidare av Luftstridsskolan (LSS). Fanan lämnades runt 1990 in till Armémuseet, men är sedan 1999 deponerad till F 8 Kamratförening.

## Materiel vid förbandet
| Flygplan - 1963–1973: Tp 52 - 1963–1973: Tp 79 - 1963–1973: Tp 82 - 1963–1973: Tp 83 - 1972–1973: Tp 85 - 19??–1974: Sk 50 | Helikoptrar - 1963–1974: Hkp 3 - 1963–1974: Hkp 4 |

## Förbandschefer
- 1963–1967: Nils-Fredrik Palmstierna
- 1967–1973: Stig Bruse

## Namn, beteckning och förläggningsort
| Kungl. Svea flygkår | 1963-07-01 | – | 1974-06-30 |

| F 8       | 1963-07-01 | – | 1964-??-?? |
| F 8/Se O5 | 1965-??-?? | – | 1973-06-30 |
| F 8       | 1973-07-01 | – | 1974-06-30 |

| Barkarby flygplats (F) | 1963-07-01 | – | 1974-06-30 |

## Galleri

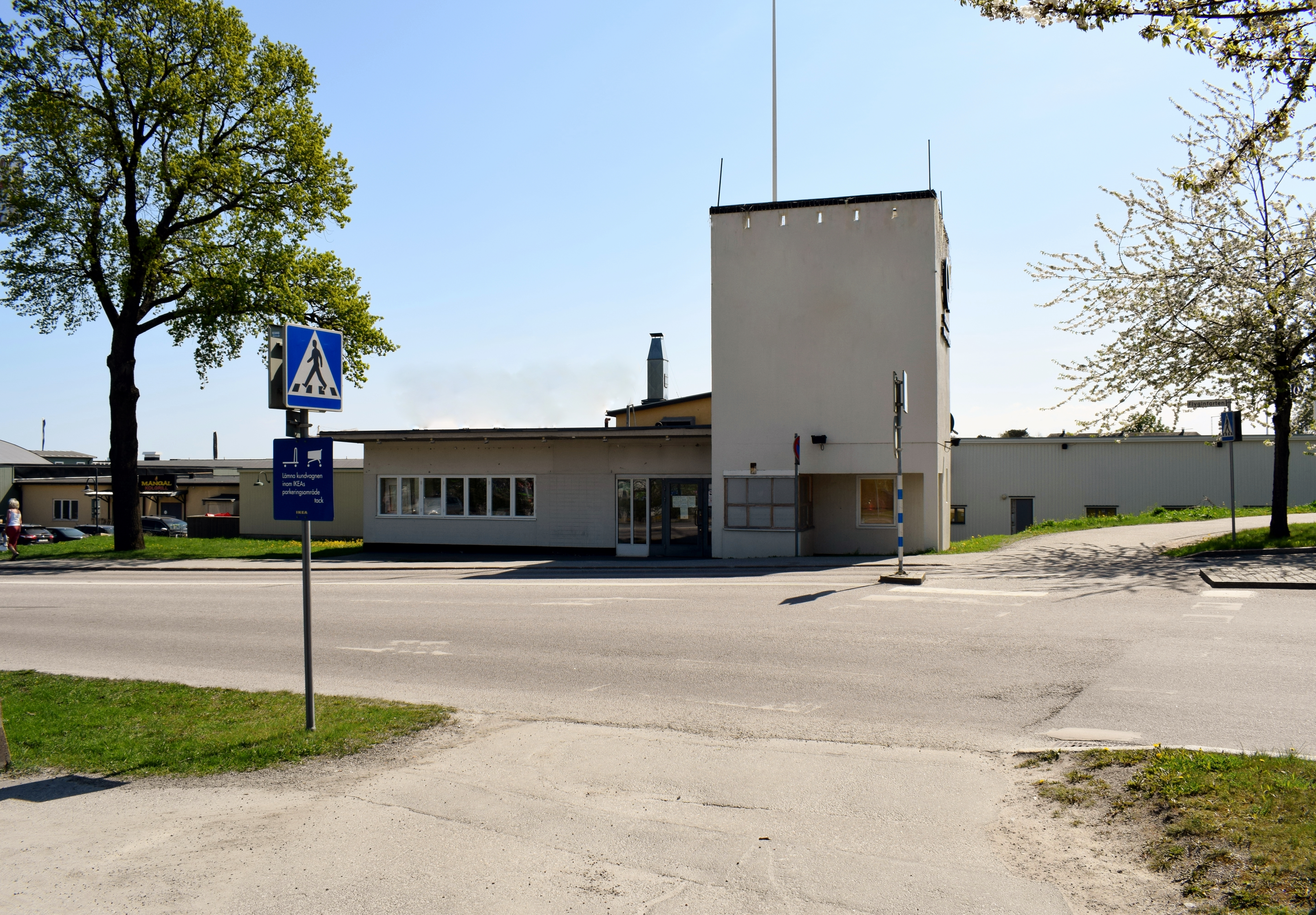
Vaktkasernen (2018), sedan 1990-talet en del av Stockholm Quality Outlet i Järfälla kommun.
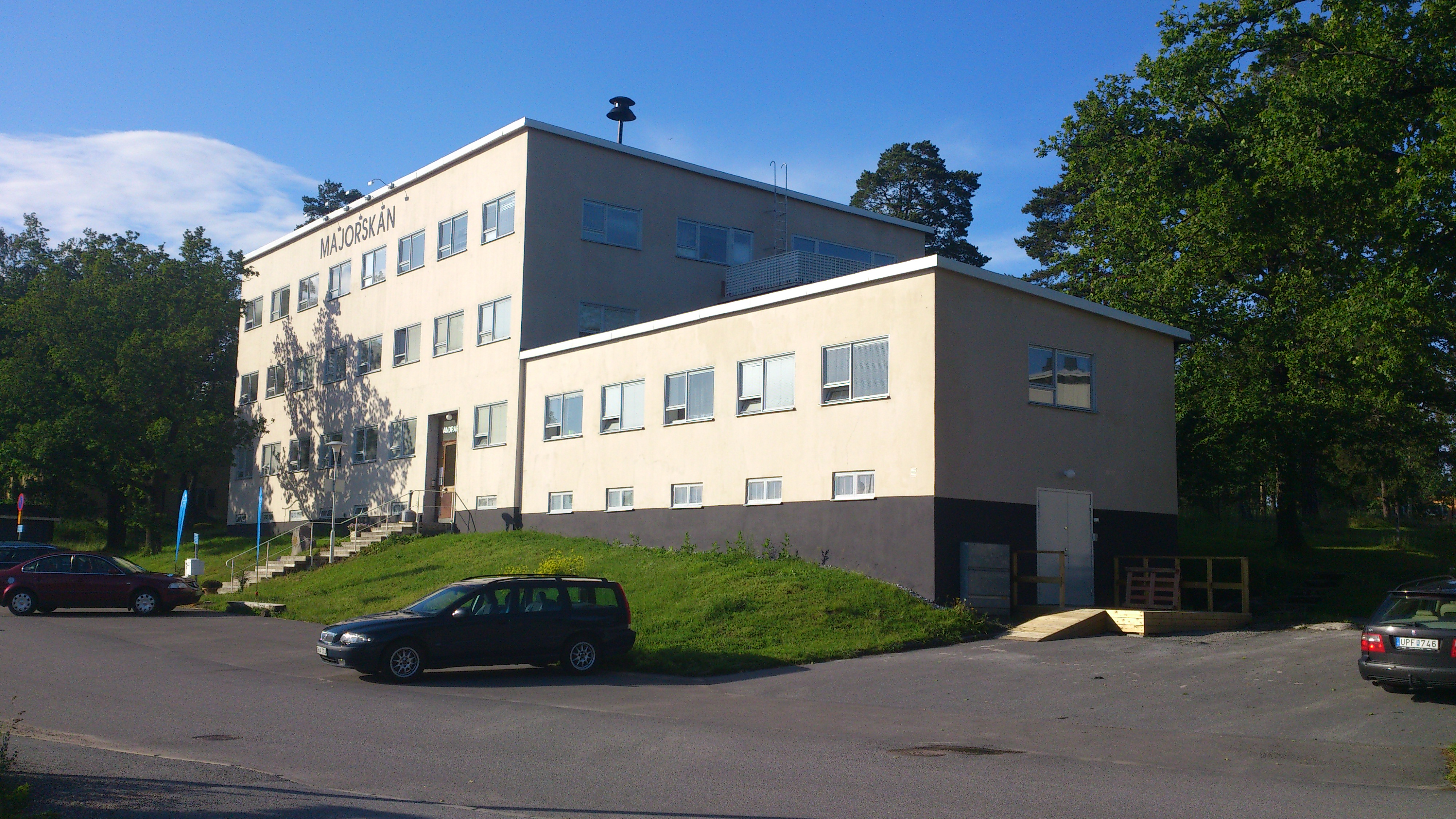
Kanslihuset (2012).
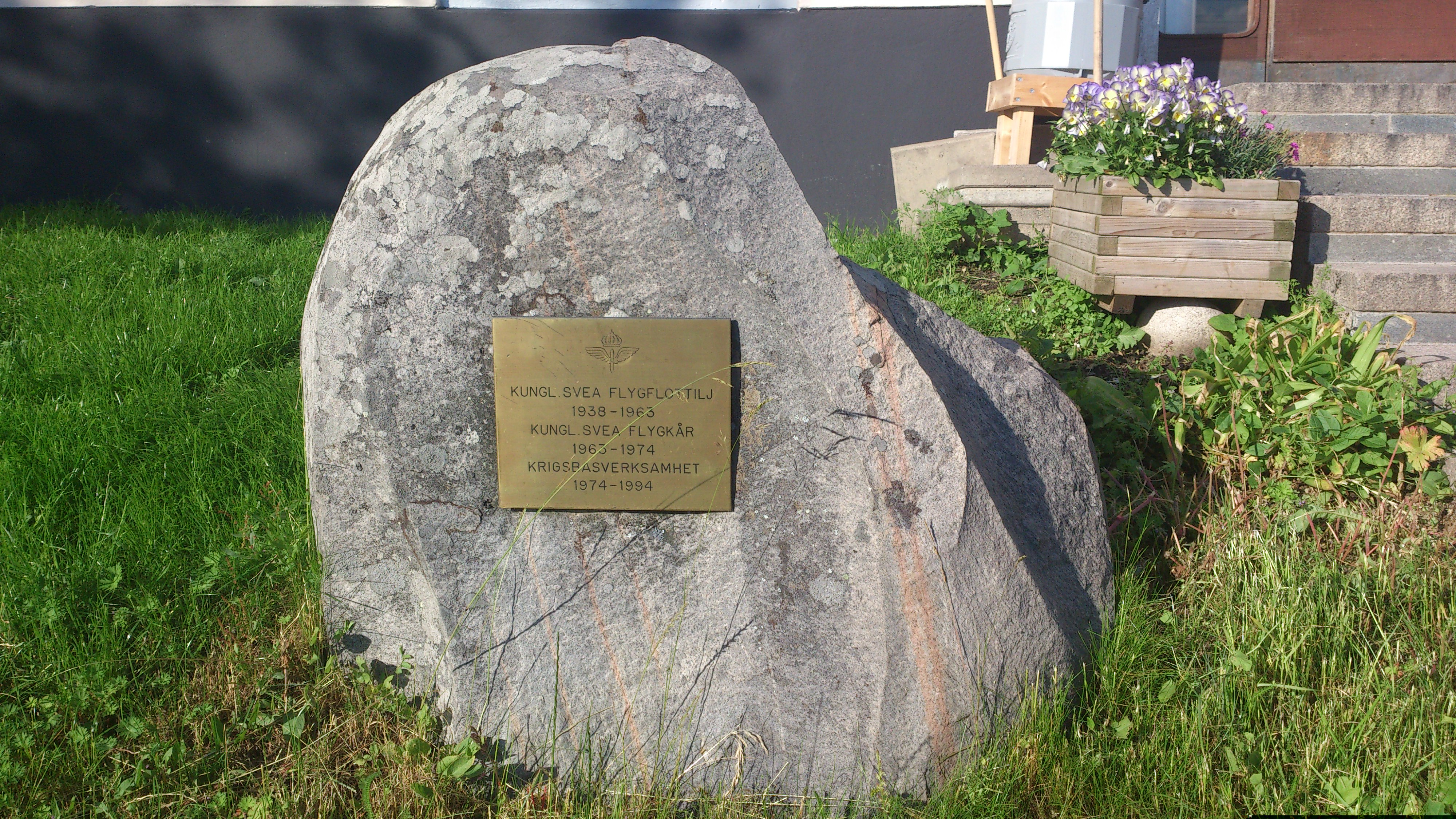
Minnessten intill kanslihuset (2012).
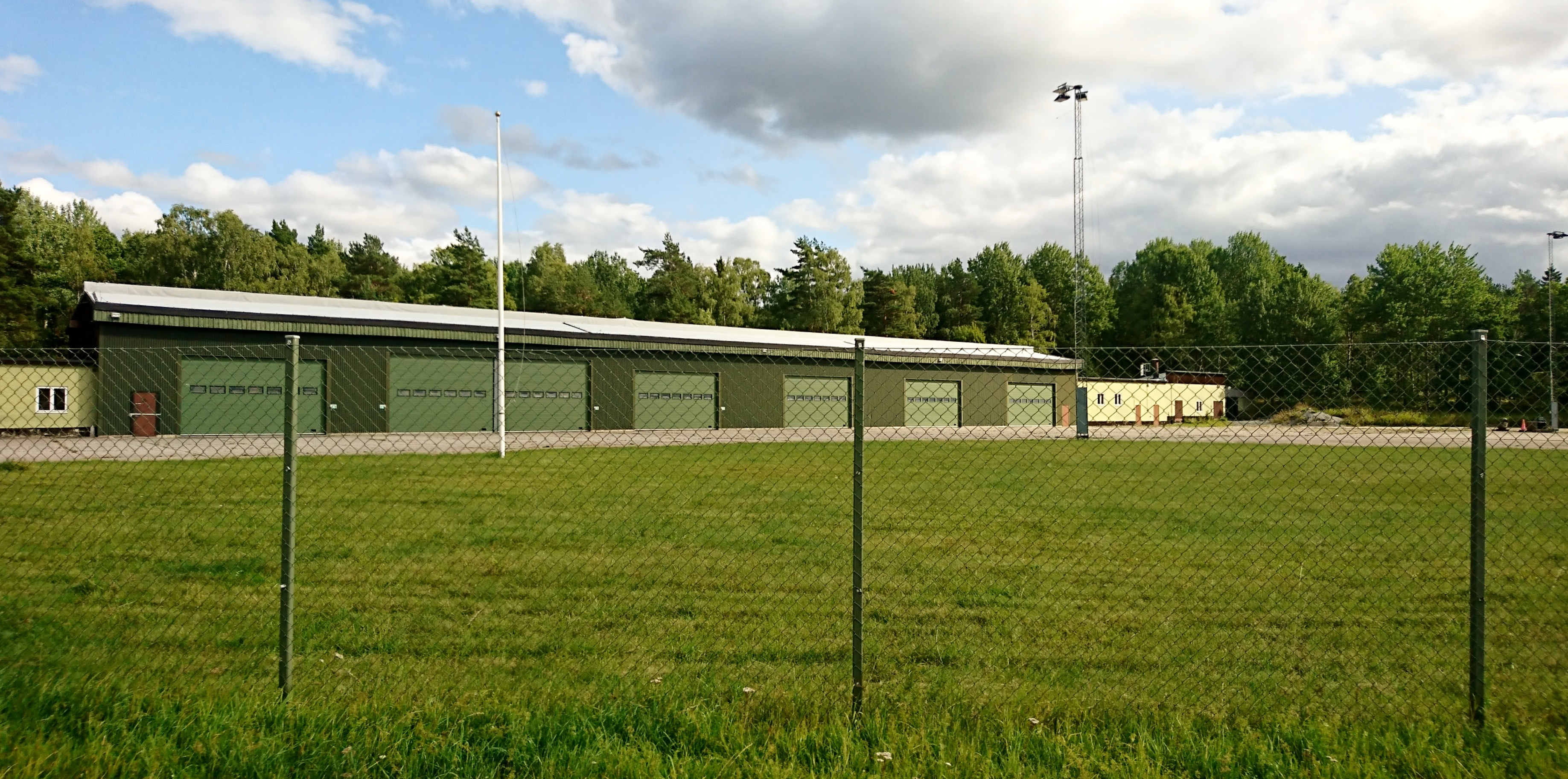
Byggnad 84, flyghangar samt divisionsbyggnad (2017).
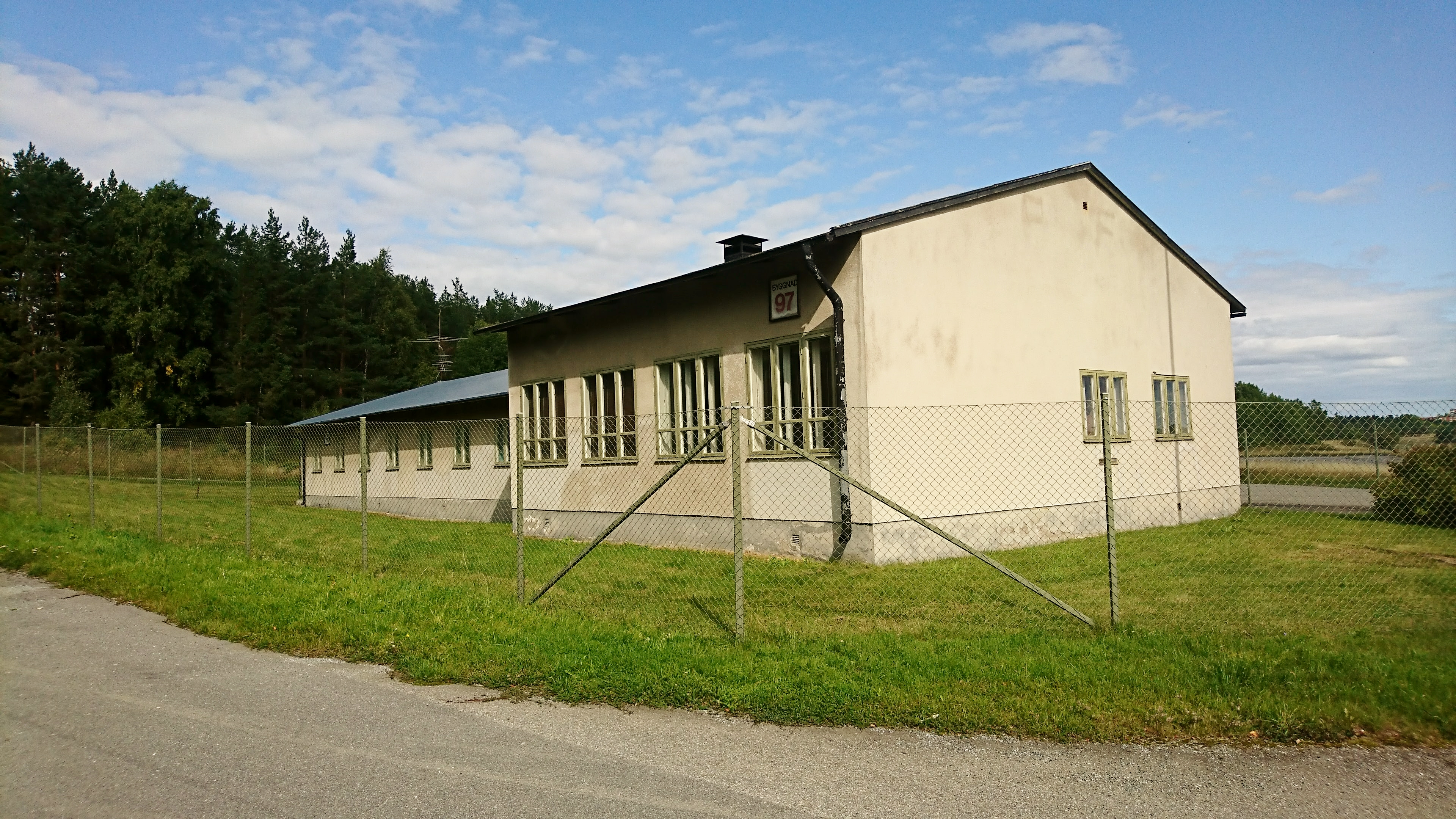
Byggnad 97 (2017).
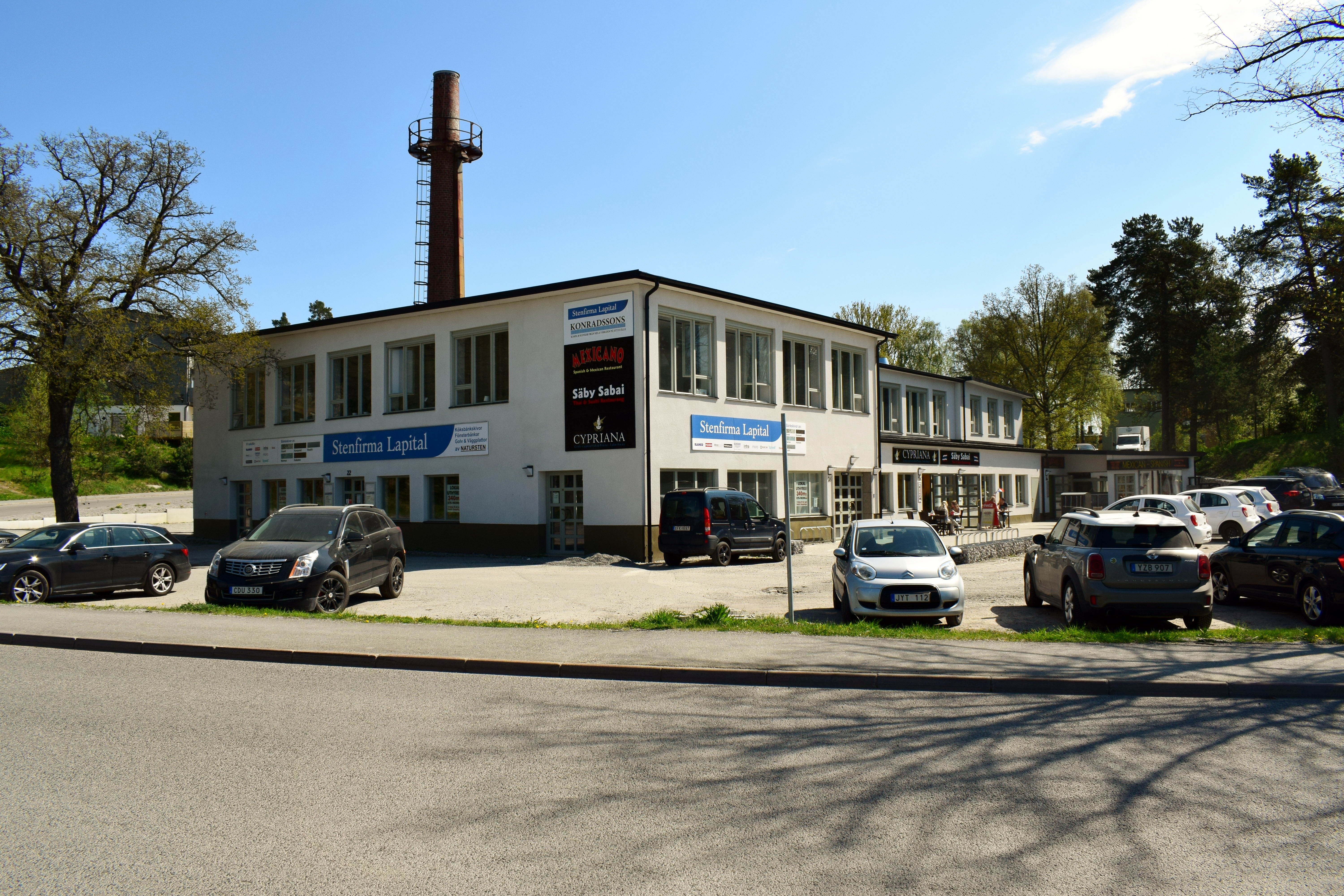
Före detta Mäss, förråd och värmecentral (2018).
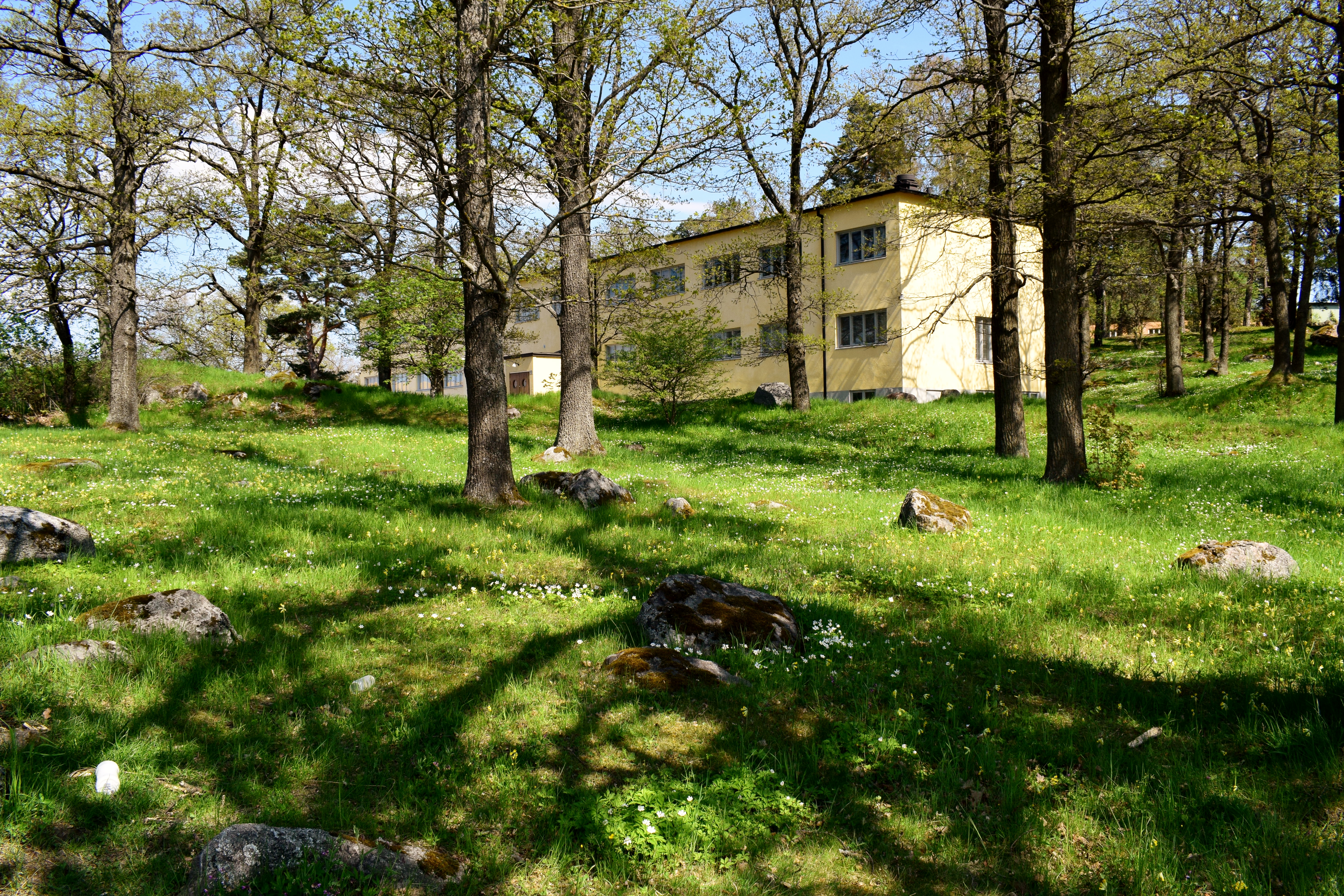
Byggnad 22, divisionskasern (2018).
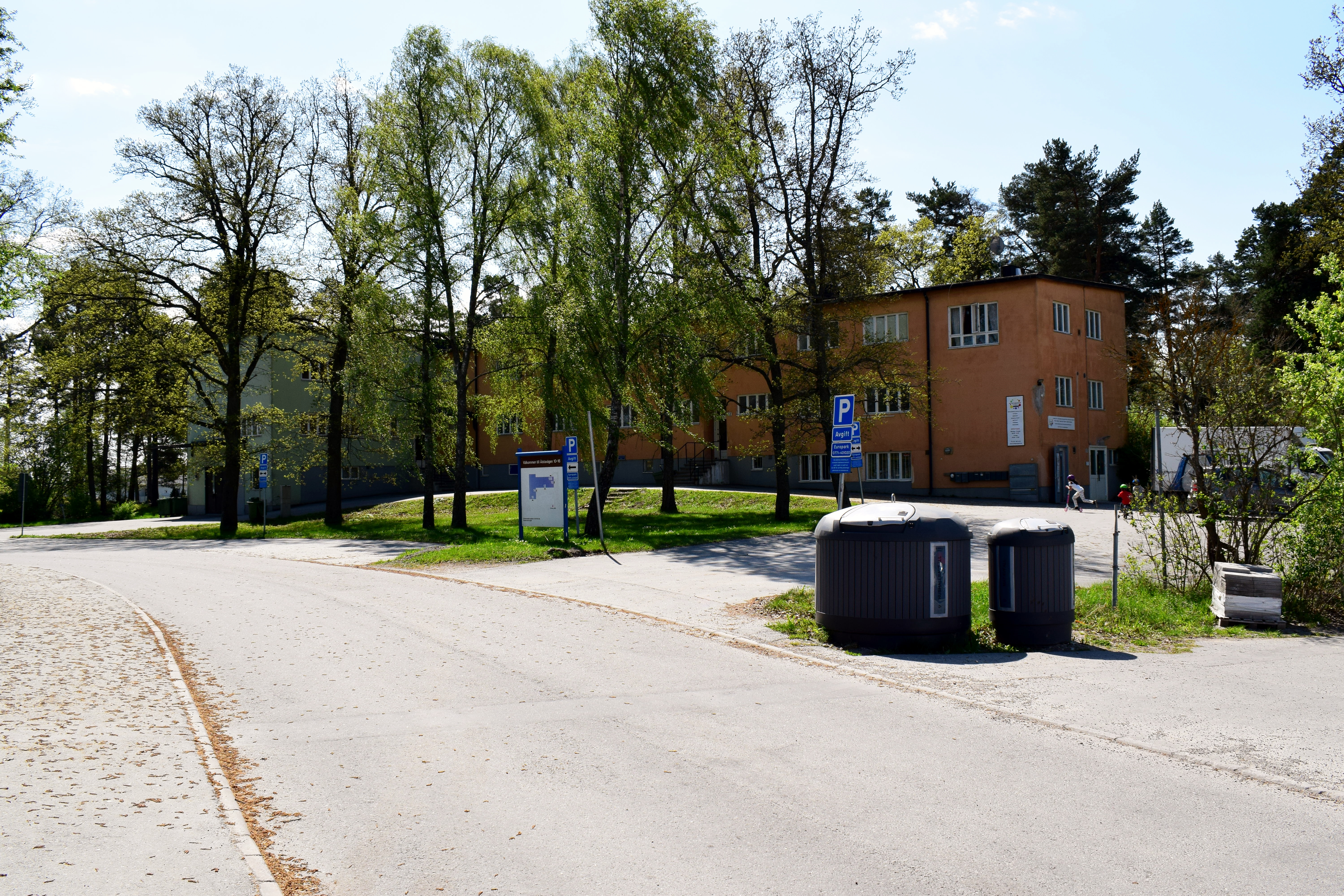
Byggnad 16, sjukstuga, intenturförråd och reservförläggning (2018).